# Cydzówka

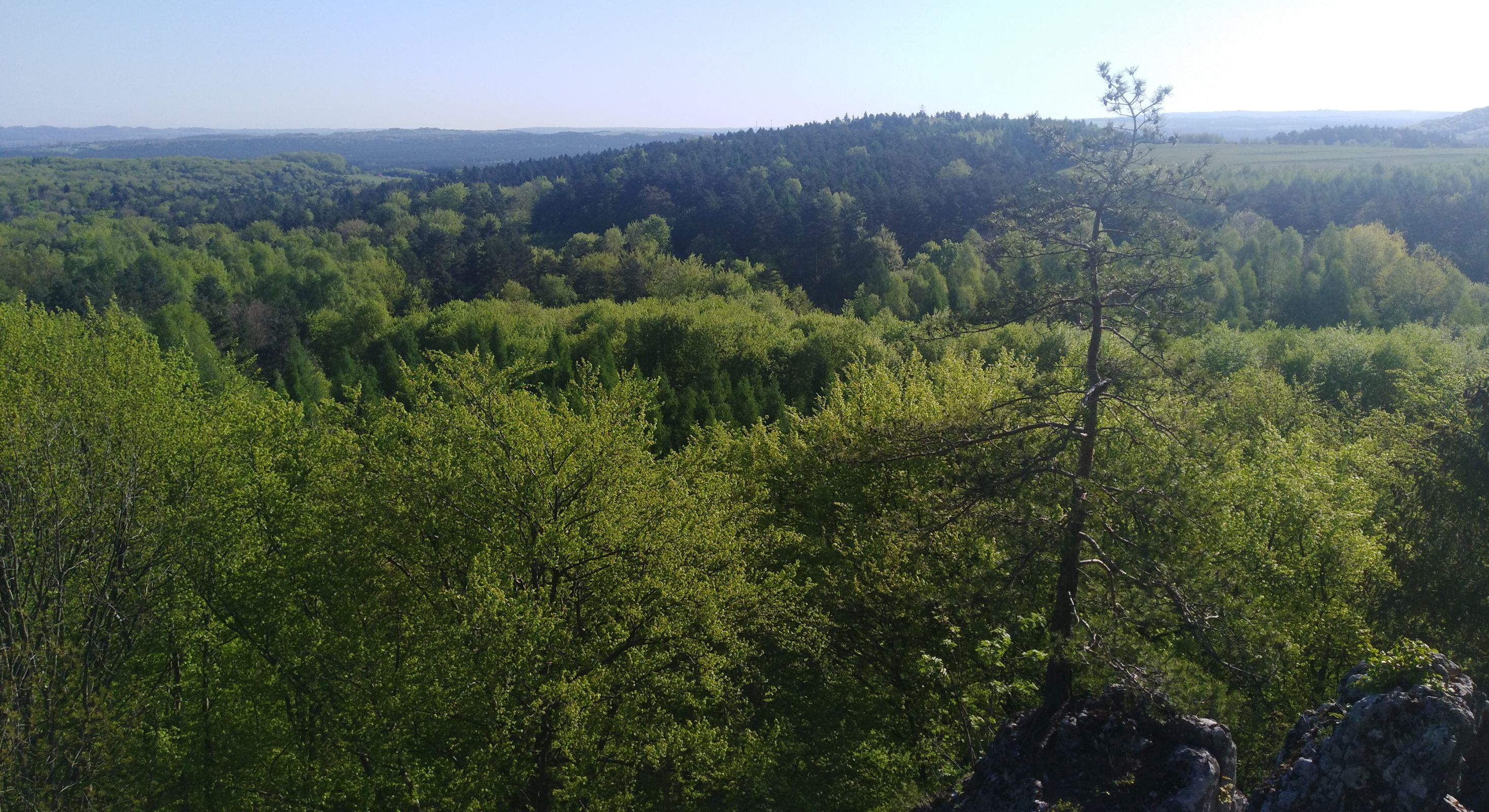
Widok na Cydzówkę z Igieł Olkuskich

Cydzówka (445 m) – wzniesienie w obrębie wsi Troks w województwie małopolskim, w powiecie olkuskim, w gminie OlkuszOd południa sąsiaduje z Pilichową Górą. Jest częściowo zarośnięte lasem. Znajdują się na nim zabudowania Braciejówki należącej do wsi Troks. Jest to obszar na Wyżynie Olkuskiej będącej częścią Wyżyny Krakowsko-Częstochowskiej.